# Aarbergen
Aarbergen ist eine Untertaunusgemeinde im südhessischen Rheingau-Taunus-Kreis. Der Sitz der Gemeindeverwaltung befindet sich im Ortsteil Michelbach an der Grenze zum Ortsteil Kettenbach.

## Geographische Lage
Aarbergen liegt nördlich der Kreisstadt Bad Schwalbach und südlich von Limburg an der Lahn im westlichen Hintertaunus, der die vom Taunushauptkamm ausgehende Nordabdachung des Taunus bildet.
Das Gebiet der Gemeinde wird landschaftlich durch das mittlere Aartal mit seinen Seitentälern geprägt, die im Quartär die ausgeprägten Rumpf- und Trogflächen des Taunus stark zertalt haben. Der Aubach als größter Zufluss der Aar mündet auf dem Gemeindegebiet, ebenso der Battenbach. Oligozäne Brandungsgerölle (Vallendar Fazies) liegen den Altflächen bei Kettenbach und Hausen über Aar auf.
In der Fachwelt bekannt sind die Erosionsschluchten (Runsen) in weiten Teilen der Gemeinde, die aus historischer Zeit stammen.
Der überwiegende Teil der Gemeindefläche ist bewaldet. Hauptnutzungsart im Offenland ist der Ackerbau. In den Tälern befinden sich Dauergrünlandflächen, z. T. mit landschaftlich wertvollen Streuobstwiesen.

### Nachbargemeinden
Aarbergen grenzt im Norden an die Gemeinden Mudershausen, Schiesheim, Burgschwalbach und Kaltenholzhausen (alle Rhein-Lahn-Kreis, Rheinland-Pfalz) und Hünfelden (Landkreis Limburg-Weilburg), im Osten an die Gemeinde Hünstetten, im Süden an die Gemeinde Hohenstein, im Südwesten an die Gemeinde Heidenrod (alle Rheingau-Taunus-Kreis) sowie im Westen an die Gemeinden Reckenroth, Eisighofen, Dörsdorf und Berghausen (alle Rhein-Lahn-Kreis).

### Gliederung
Die Gemeinde Aarbergen gliedert sich in folgende Ortsteile (Einwohnerzahlen mit Hauptwohnsitz; Stand 30. Juni 2018):
| Ortsteil        | Einwohner | Ersterwähnung |
| --------------- | --------- | ------------- |
| Daisbach        | 445       | 879           |
| Hausen über Aar | 637       | 879           |
| Kettenbach      | 1478      | 845           |
| Michelbach      | 2227      | 1184          |
| Panrod          | 633       | 888           |
| Rückershausen   | 777       | 879           |

## Geschichte
Im Zuge der Gebietsreform in Hessen fusionierten die bis dahin eigenständigen Gemeinden Daisbach, Hausen über Aar, Kettenbach, Michelbach, Panrod und Rückershausen am 31. Dezember 1970 freiwillig zur neuen Gemeinde Aarbergen. Für jeden Ortsteil wurde durch die Hauptsatzung ein Ortsbezirk mit Ortsbeirat und Ortsvorsteher nach der Hessischen Gemeindeordnung eingerichtet.
Einwohnerentwicklung
| Jahr | Einwohner |
| ---- | --------- |
| 1970 | 6.505     |
| 1981 | 6.524     |
| 2014 | 5.959     |
| 2020 | 6.332     |

## Politik

### Gemeindevertretung
Die Kommunalwahl am 14. März 2021 lieferte folgendes Ergebnis, in Vergleich gesetzt zu früheren Kommunalwahlen:
| Sitzverteilung in der Gemeindevertretung 2021Insgesamt 31 Sitze - SPD: 8 - Grüne: 5 - BL: 8 - CDU: 10 | Parteien und Wählergemeinschaften | Parteien und Wählergemeinschaften           | 2021  | 2021  | 2016  | 2016  | 2011  | 2011  | 2006  | 2006  | 2001  | 2001  |
| Sitzverteilung in der Gemeindevertretung 2021Insgesamt 31 Sitze - SPD: 8 - Grüne: 5 - BL: 8 - CDU: 10 | Parteien und Wählergemeinschaften | Parteien und Wählergemeinschaften           | %     | Sitze | %     | Sitze | %     | Sitze | %     | Sitze | %     | Sitze |
| Sitzverteilung in der Gemeindevertretung 2021Insgesamt 31 Sitze - SPD: 8 - Grüne: 5 - BL: 8 - CDU: 10 | CDU                               | Christlich Demokratische Union Deutschlands | 33,3  | 10    | 41,4  | 13    | 40,1  | 12    | 41,8  | 13    | 34,9  | 11    |
| Sitzverteilung in der Gemeindevertretung 2021Insgesamt 31 Sitze - SPD: 8 - Grüne: 5 - BL: 8 - CDU: 10 | SPD                               | Sozialdemokratische Partei Deutschlands     | 25,4  | 8     | 29,9  | 9     | 35,4  | 11    | 41,2  | 13    | 45,0  | 14    |
| Sitzverteilung in der Gemeindevertretung 2021Insgesamt 31 Sitze - SPD: 8 - Grüne: 5 - BL: 8 - CDU: 10 | BL                                | Bürgerliste Aarbergen                       | 24,7  | 8     | 15,9  | 5     | 8,4   | 3     | 9,0   | 3     | 14,2  | 4     |
| Sitzverteilung in der Gemeindevertretung 2021Insgesamt 31 Sitze - SPD: 8 - Grüne: 5 - BL: 8 - CDU: 10 | Grüne                             | Bündnis 90/Die Grünen                       | 16,6  | 5     | 12,8  | 4     | 16,0  | 5     | 7,9   | 2     | 5,9   | 2     |
| Sitzverteilung in der Gemeindevertretung 2021Insgesamt 31 Sitze - SPD: 8 - Grüne: 5 - BL: 8 - CDU: 10 | Gesamt                            | Gesamt                                      | 100,0 | 31    | 100,0 | 31    | 100,0 | 31    | 100,0 | 31    | 100,0 | 31    |
| Sitzverteilung in der Gemeindevertretung 2021Insgesamt 31 Sitze - SPD: 8 - Grüne: 5 - BL: 8 - CDU: 10 | Wahlbeteiligung in %              | Wahlbeteiligung in %                        | 55,5  | 55,5  | 55,9  | 55,9  | 57,9  | 57,9  | 58,1  | 58,1  | 71,7  | 71,7  |

### Bürgermeister
Nach der hessischen Kommunalverfassung wird der Bürgermeister für eine sechsjährige Amtszeit gewählt, seit dem Jahr 1993 in einer Direktwahl, und ist Vorsitzender des Gemeindevorstands, dem in der Gemeinde Aarbergen neben dem Bürgermeister ehrenamtlich ein Erster Beigeordneter und neun weitere Beigeordnete angehören. Bürgermeisterin ist seit dem 1. August 2025 die parteiunabhängige Marion Janßen. Sie wurde als Nachfolgerin von Matthias Rudolf, der nach einer Amtszeit nicht wieder kandidiert hatte, am 16. März 2025 im ersten Wahlgang bei 63,7 Prozent Wahlbeteiligung mit 70,5 Prozent der Stimmen gewählt.
Amtszeiten der Bürgermeister
- 2025–2031 Marion Janßen[11]
- 2019–2025 Matthias Rudolf[12]
- 2007–2019 Udo Scheliga (CDU)[15]
- 2001–2007 Hartmut Bopp (SPD)
- 1971–2001 Wolf Schrader (SPD)

### Wappen
Der Gemeinde Aarbergen im Untertaunuskreis ist am 29. September 1972 vom Hessischen Minister des Innern ein Wappen mit folgender Blasonierung genehmigt worden:
In Blau über goldenem, durch Tannenreisschnitt abgeteiltem Schildfuß ein goldenes Schwert und ein goldener Schlüssel schräggekreuzt.

### Gemeindepartnerschaften
- Berga/Elster, Thüringen, Deutschland

## Kultur und Sehenswürdigkeiten

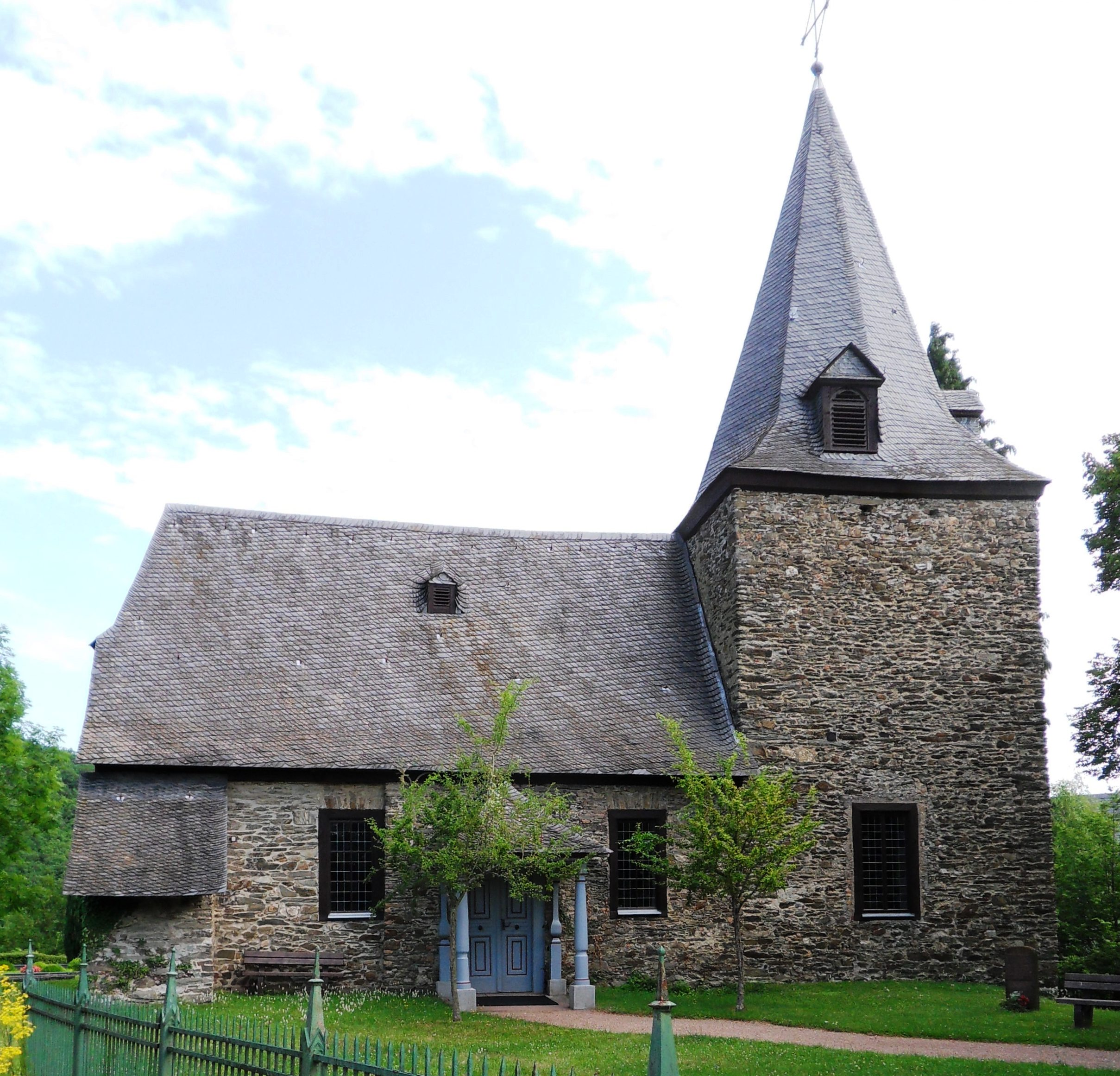
Pfarrkirche aus dem 11. Jahrhundert in Michelbach

### Bauwerke
Kettenbach
- Ev. Kirche – 1752 Die barocke Orgel („Schölerorgel“) von 1763 steht unter Denkmalschutz, letzte große Renovierung 1969/1970.

Michelbach
- Wehrkirche auf dem Friedhof – 11. Jahrhundert oder früher (Hochmittelalterlicher Chorturm, Kreuzgewölbe, achteckiger Spitzhelm, runder Chorbogen). 1908 entweiht wegen Kirchenneubau. Seit 1958 wird die Kirche als vermutlich ältestes Gebäude Aarbergens als Trauerhalle genutzt.
- Spätgründerzeitliche evangelische Kirche von 1908.
- Unter Naturschutz stehende ca. 450 Jahre alte Linde auf dem Friedhof („Apostellinde“)
- „Rahnstätter Hof“ (ehemaliges Hofgut), wieder aufgemauerter Brunnen mit einer Tafel, auf der die Geschichte in Kurzfassung zu lesen ist, unterhalb des Segelflugplatzes (erstmals 1194–98 erwähnt, 1870 wurde der Hof zur Auflösung freigegeben).[17]

Rückershausen
- Ev. Kirche – um 1326 erbaut, im 18. Jh. umgestaltete Orgel von 1755
- Sauerbrunnen „Antonius-Sprudel“, bekannt seit 1779 Kohlensäure-Sprudel-Säuerling, Tafel- und Heilwasser, (Gicht, Diabetes, Magen- und Darmkatarrh, Nierenspülung, Stoffwechselkrankheit)

Hausen über Aar
- Malerische Aarbrücke aus Bruchsteinmauerwerk und mit gusseisernem Geländer von 1863.
- Denkmalgeschütztes Ehrenmal von 1926 mit den Namen der Gefallenen aus beiden Weltkriegen.

Panrod
- Ev. Kirche – um 1321 (spätromanischer Chorturm, gutes barockes Kruzifix)
- Ringwall Altschloss – Ringwallanlage, vermutlich 8. bis 10. Jahrhundert

Daisbach
- Kath. Kirche – erbaut 1690–1709 (Stiftung des Freiherrn von Galen, Erbkämmerei). Das Gotteshaus wird von katholischen und evangelischen Christen gleichermaßen genutzt.

Michelbach, Kettenbach, Hausen über Aar, Rückershausen
- Durch die Gemeinde verläuft die 1894 eröffnete und denkmalgeschützte Aartalbahn, die Hessens längstes Baudenkmal ist und als herausragendes Beispiel einer aufwendig konzipierten deutschen Nebenbahn gilt. Im Sommerhalbjahr finden auf den Gleisen Draisinenfahrten des länderübergreifenden „Arbeitskreis Aartalbahn“ statt.[18]

### Regelmäßige Veranstaltungen
- Jedes Jahr findet im Herbst in allen Ortsteilen die traditionelle Kerb statt, die meist seit mehreren Generationen von Jugendlichen organisiert wird. In Michelbach heißt das Fest „Hammelkerb“, in Daisbach „Klaa Frankfurter Kerb“, in Hausen über Aar „Häuser Kerb“, in Panrod „Panröder Kerb“ und in Kettenbach seit 1927 „Schulweihkerb“. Seit einigen Jahren wird in Hausen und Michelbach die Kerb nicht mehr gefeiert.
- In Rückershausen findet jährlich am letzten Dienstag im Oktober seit 1532 der „Rückershäuser Markt“ statt. Er ist eines der ältesten Feste der ganzen Region.
- Der Gebirgstrachten-Erhaltungsverein Huiberg Weiß-Blau e. V.(GTEV) veranstaltet jährlich am zweiten Wochenende im Juni sein großes bayerisches Zeltfest im Michelbacher Brühl. Dieses Fest wurde aus Kostengründen und abnehmender Mitgliederzahlen nach der Corona-Pandemie eingestellt.
- Während der Großveranstaltung „Fahr zur Aar“ ist die Aarstraße (Bundesstraße 54) von Taunusstein nach Diez alljährlich im Sommer für den Autoverkehr komplett gesperrt.
- Michelbacher Weihnachtsmarkt, jährlich am zweiten Advent. Er findet im und vor dem Dorfgemeinschaftshaus und in der ev. Kirche statt (vormals auf der Hauptstraße und im Brühl). Der Weihnachtsmarkt findet in geänderten kleineren verschiedenen Konzepten nur noch statt.
- Der MSC Michelbacher Hütte richtet jährlich überregionale Wettbewerbe auf dem Motocrossgelände in Aarbergen-Kettenbach aus.

## Bildungseinrichtungen
- Astrid-Lindgren-Schule (Grundschule Kettenbach).
- Aartalschule Aarbergen (kooperative Gesamtschule Aarbergen-Michelbach)
- Freie Schule Untertaunus (Aarbergen-Kettenbach)

## Persönlichkeiten

### Ehrenbürger
- Wolf Schrader (verstorben), Bürgermeister.
- Karl Löhr (verstorben), Heimathistoriker.
- Gerhard Bruch (verstorben), Rechtsanwalt und Notar, zugleich Ehrenvorsitzender der Gemeindevertretung

### Söhne und Töchter der Gemeinde
- Melchior Christian (von 1564 bis 1595 Pfarrer in Michelbach), ein Schüler des bedeutenden Wittenberger Reformators Philipp Melanchthon.
- Wilhelm Passavant (1886–1959), Industrieller
- Christian Stolz (* 1977), Hochschullehrer

### Personen mit Bezug zu Aarbergen
- Adolph Passavant (1841–1926), Industrieller (Begründer der Passavant-Werke).